# Sceau du Dakota du Sud
Le Sceau de l'État du Dakota du Sud a été conçu pendant que la région était un territoire, en 1885. La bordure extérieure du sceau contient le texte « État du Dakota du Sud » sur le haut et « le Grand Sceau » sur le fond et aussi l'année d'indépendance, 1889. À l'intérieur du cercle intérieur du sceau on peut lire la devise officielle de l'État : « Under God the People Rule » (« En vertu de la règle du Peuple de Dieu »). La peinture présente des collines, un fleuve avec un bateau, un fermier, une mine et des bovins. Les symboles, l'image doivent représenter le commerce de l'État, l'industrie et les ressources minérales.